# Reductio ad Hitlerum
Als reductio ad Hitlerum (lateinisch „Rückführung auf Hitler“) wird ein vermeidbarer, jedoch rhetorisch oft eingesetzter Fehlschluss bezeichnet: Eine Ansicht soll dadurch widerlegt werden, dass diese von einer moralisch unhaltbaren Person, insbesondere von Adolf Hitler, geteilt wird. Die Bezeichnung und Beschreibung gehen auf Leo Strauss zurück. In der rhetorischen Praxis wird dies fälschlich wie eine reductio ad absurdum behandelt. Eine verwandte, allgemeinere Form ist die association fallacy.

## Einordnung
Der zugrunde liegende Fehlschluss ist ein Spezialfall des non sequitur (lat. „es folgt nicht“). Im Englischen wird er auch als guilt by association (Schuld durch Zugehörigkeit) oder allgemeiner als association fallacy (Assoziationsfehlschluss) bezeichnet. Die Herleitung geschieht wie folgt:
|        | Adolf Hitler ist schlecht.           |
|        | Adolf Hitler vertritt die Ansicht X. |
| daher: | Ansicht X ist falsch.                |

Die ersten beiden Aussagen können für sich genommen wahr sein. Die Schlussfolgerung ist dennoch ungültig, da auf etwas geschlossen wird, das sich nicht logisch zwingend aus den Prämissen herleiten lässt. Dazu wäre eine still getroffene Annahme nötig: „Die Gültigkeit von Aussagen ist davon abhängig, welchen moralischen Status die Person, die sie trifft, besitzt.“ Es handelt sich dabei um einen Spezialfall der Umkehrung des Autoritätsarguments. Dieses behauptet, dass Sätze dann glaubwürdiger sind, wenn jemand mit positivem Status (wie ein Experte, moralisches Vorbild etc.) sie vertritt, logisch zwingend ist das aber nicht. Zudem verlangt das Autoritätsargument einen besonderen Status in der Sache, also bezüglich des Inhalts der Aussage. Aber auch wenn die Aussage mit den Gründen, aus denen Hitler als moralisch verwerfliche Person zu verstehen ist, zusammenhängt, bietet die reductio im besten Fall einen Grund zum Zweifel an der Aussage, sie erlaubt aber keinen logisch zwingenden Schluss auf ihre Falschheit. Die Falsifikation einer Aussage mithilfe der reductio ad Hitlerum ist aus diesem Grund unzulässig.
Wird mit der reductio ad Hitlerum versucht, die negativen Assoziationen zur Person Adolf Hitlers auch auf die Person des Streitgegners zu übertragen und ihn so in Misskredit zu bringen, handelt es sich zusätzlich um ein argumentum ad hominem.

## Beispiel
Jemand setzt sich für den Tierschutz ein. Ein anderer lehnt dies mit der alleinigen Begründung ab, dass auch Adolf Hitler sich für den Tierschutz eingesetzt habe.
An diesem Beispiel wird deutlich, dass eine von den meisten Menschen als negativ empfundene Person durchaus Ansichten vertreten kann, die überwiegend als positiv empfunden werden. Der zugrunde liegende Fehlschluss wird umso deutlicher, je größer die Diskrepanz zwischen diesen beiden Bewertungen ist. Die reductio ad Hitlerum ist daher am effektivsten, wenn die abzulehnende Ansicht möglichst negativ besetzt ist, etwa aufgrund fehlender gesellschaftlicher Akzeptanz.

## Kontext
Die Phrase wurde von Strauss in seiner Diskussion von Max Webers Forderung der Werturteilsfreiheit in den Sozialwissenschaften eingeführt. Nach Weber soll Wissenschaft auf Wertaussagen und Empfehlungen, insbesondere Vorgaben für die Politik, verzichten, da es keine nachweisliche Wertehierarchie gebe, sondern eine Vielfalt miteinander gleichrangiger und in Konflikt stehender Werte, die das Handeln bestimmen. Diesen Konflikt könne die Wissenschaft nur aufzeigen und bestenfalls beantworten, wie ein vorgegebener Wert zu verwirklichen wäre – eine Aussage über letzte Zwecke z. B. einer Institution oder des Handels hingegen kann sie nicht wahrheitsgemäß treffen. Nach Weber sei vor dem Urteil des Verstandes jede Bevorzugung eines bestimmten Wertes – wie schlecht, gemein oder auch immer er sei – ebenso legitim wie jede andere Präferenz, oder ebenso illegitim. Strauss versucht, Webers Haltung als Kombination der Wertethik des Neukantianismus mit den Gedanken des Historismus zu rekonstruieren. Dem Historismus zufolge sollen historische Erscheinungen nur jeweils im Wertsystem ihrer eigenen Zeit beurteilt werden und sollen von einer absoluten Perspektive aus jedoch als gleichrangig angesehen werden.
Zu Beginn dieser Untersuchung warnt Strauss:

“Unfortunately, it does not go without saying that in our examination we must avoid the fallacy that in the last decades has frequently been used as a substitute for the reductio ad absurdum: the reductio ad Hitlerum. A view is not refuted by the fact that it happens to have been shared by Hitler.”

„Unglücklicherweise ist es notwendig, darauf hinzuweisen, dass man in unserer Untersuchung den Fehlschluss vermeiden muss, der in den letzten Jahrzehnten häufig gezogen worden ist, als ein Ersatz für die reductio ad absurdum: die reductio ad Hitlerum. Eine Ansicht wird nicht durch die Tatsache widerlegt, dass sie zufällig von Hitler geteilt worden ist.“

Strauss bezieht sich damit auf das Ergebnis seiner Analyse: Für Weber steht der moderne Mensch vor einer Entscheidung zur Hingabe entweder an bloß extrinsische Zwänge (empirische Bedürfnisse, technische Probleme, Markterfordernisse) oder an denjenigen intrinsischen Wert, den er in sich selbst vorfindet. Ersteres führe dazu, dass die höchste Erfüllung des Lebens das bloße Spezialistentum bzw. die perfektionierte Befriedigung von Begierden würde, das letztere zu einer Hingabe an den einen oder anderen Wert, zwischen denen die Wissenschaft (als Instanz der Wahrheit, nicht der Werte) selbst keine Entscheidung treffen kann. Diese Dichotomie und daraus folgende scheinbare Beliebigkeit ist nach Strauss aber auch eine Annahme, die der Nationalsozialismus mit Weber teilt und als Grundlage zur Herleitung seiner Ideologie verwendet.
Es kann infrage gestellt werden, inwiefern der Gedanke Webers von Strauss korrekt wiedergegeben wird. Tatsächlich ging Weber (etwa in Wissenschaft als Beruf) davon aus, dass Wissenschaftler sich außerhalb der Wissenschaft durchaus an gesellschaftlich relevanten Debatten beteiligen können – aber nicht ex cathedra, sondern als Mitglieder dieser Gesellschaft, die in Werturteilsfragen keinen besonderen Zugang zur Wahrheit besitzen. Zudem ist es nach Weber der Wissenschaft bei aller Enthaltung von Bewertungen nach wie vor freigestellt, die Plausibilität und Faktizität der Aussagen anderer zu überprüfen, ohne das Ergebnis moralisch zu bewerten. Weber hatte eher die Gefahr einer Instrumentalisierung der Wissenschaft im Auge und die Gefahr, dass sich Forschung und Publikation, wenn sie sich in den Kontext einer politischen Agenda stellen, als nicht auf die Wahrheit, sondern auf deren Interessen gerichtet angreifbar machen.
Strauss selbst kommt in seiner Untersuchung zu Webers Werk schließlich zu dem Schluss, dass Weber aus seiner These eben nicht einen moralischen Nihilismus der Beliebigkeit herleitet, sondern auf einen formalen Imperativ abzielt, sich persönlich für bestimmte Werte zu entscheiden. Daraus folgt als gesellschaftlich ideales Modell keine Willkürherrschaft und kein Totalitarismus, sondern ein Pluralismus miteinander verbundener, aber an unterschiedlichen Werten orientierter Personen, was sich auch besser mit Webers Selbstverortung im Liberalismus vereinbaren lässt.

## Verwendung bei Haffner
Der deutsche Publizist Sebastian Haffner verwendete 1978 eine analoge Argumentation in seinen Anmerkungen zu Hitler im Kapitel Irrtümer. Er warnte vor einer Geisteshaltung, die bedenkenlos jeden Aspekt der Weltanschauung Hitlers aufgrund der Tatsache verdammt, dass es gerade Hitler war, der diese Gedanken gehegt habe, da andernfalls „das Richtige in Gefahr ist, tabuisiert zu werden, nur weil es auch Hitler gedacht hat. Aber zweimal zwei bleibt vier, obwohl Hitler zweifellos zugestimmt hätte.“